# Hirz-Maulsbach
Hirz-Maulsbach é um município localizada no distrito de Altenkirchen, na associação municipal de Verbandsgemeinde Altenkirchen, no estado da Renânia-Palatinado.

## População
| - 1815 – 193 - 1835 – 240 - 1871 – 297 - 1905 – 264 - 1939 – 223 - 1950 – 249 | - 1961 – 243 - 1965 – 236 - 1970 – 238 - 1975 – 232 - 1980 – 218 - 1985 – 223 | - 1987 – 221 - 1990 – 233 - 1995 – 271 - 2000 – 288 - 2005 – 300 |